# Agostino Erlendsson
Agostino Erlendsson (in norvegese Øystein Erlendsson, in latino Augustinus Nidrosiensis; Norvegia, ... – Trondheim, 1188) è stato un vescovo cattolico e santo norvegese.

## Biografia
Di nobili origini ebbe modo di studiare in Francia. Tornato in patria fu dapprima cappellano della regina e poi vescovo di Nidaros (oggi Trondheim).
Per la sua testimonianza dovette andare in esilio in Inghilterra. Tornato in patria una seconda volta, vi morì nel 1188.

## Culto
Dopo la morte fu subito considerato santo e la sua memoria fu fissata al 26 gennaio.